# Tindangou (Coalla)
Pour les articles homonymes, voir Tindangou.
Tindangou est une commune rurale située dans le département de Coalla de la province de la Gnagna dans la région de l'Est au Burkina Faso.

## Géographie
Tindangou se trouve à 2,5 km à l'ouest de Coalla – et à 17 km au nord-est de la route nationale 18 – sur l'autre rive de la Faga.

## Santé et éducation
Le centre de soins le plus proche de Tindangou est le centre de santé et de promotion sociale (CSPS) de Neiba.